# Beán (España)
Beán (llamada oficialmente Santa María de Beán) es una parroquia española del municipio de Órdenes, en la provincia de La Coruña, Galicia.

## Entidades de población
Entidades de población que forman parte de la parroquia:
- Aldea de Abaixo (Aldea de Baixo)
- Cercedo
- Fonte da Viña
- Hermida (A Ermida)
- Iglesia (A Igrexa)
- Nouche
- Pontellos
- Regueira
- Souto (O Souto)
- Vilasuso

## Demografía
| Gráfica de evolución demográfica de Beán entre 2000 y 2019 |
|                                                            |
| Datos según el nomenclátor publicado por el INE.           |